# Muncie
Muncie é uma cidade localizada no estado americano de Indiana, no Condado de Delaware. É sede da Universidade Estadual Ball e da empresa Paws, Inc., responsável pelo personagem Garfield (cujo criador, Jim Davis, reside em Muncie desde 1963).

## Demografia
Segundo o censo americano de 2000, a sua população era de 67.430 habitantes.
Em 2006, foi estimada uma população de 65.287, um decréscimo de 2143 (-3.2%).

## Geografia
De acordo com o United States Census Bureau tem uma área de
62,6 km², dos quais 62,6 km² cobertos por terra e 0,0 km² cobertos por água.

## Localidades na vizinhança
O diagrama seguinte representa as localidades num raio de 20 km ao redor de Muncie.